# Isländischer Fußballpokal der Männer 1997
Der isländische Fußballpokal 1997 war die 38. Austragung des isländischen Pokalwettbewerbs der Männer. Pokalsieger wurde Keflavík ÍF. Das Team setzte sich im Wiederholungsspiel des Finals am 5. Oktober 1997 im Laugardalsvöllur von Reykjavík gegen ÍBV Vestmannaeyja durch. Fünf Wochen zuvor hatte es zwischen den Finalisten keinen Sieger gegeben. Keflavik qualifizierte sich damit für den Europapokal der Pokalsieger.
Titelverteidiger ÍA Akranes schied im Achtelfinale gegen Leiftur Ólafsfjörður aus.

## Modus
Die Begegnungen wurden in einem Spiel ausgetragen. In den ersten zwei Runden nahmen Vereine ab der zweiten Liga abwärts und Reserveteams (U 23) teil. Die Mannschaften aus der ersten Liga starteten in der dritten Runde. Bei unentschiedenem Ausgang wurde das Spiel zunächst verlängert und gegebenenfalls durch Elfmeterschießen entschieden. Für das Endspiel wurde nach Verlängerung ein Wiederholungsspiel angeordnet.

## 1. Runde
| Datum      |                               | Ergebnis  |                         |
| ---------- | ----------------------------- | --------- | ----------------------- |
| 25.05.1997 | Neisti Djúpivogur             | 1:5       | Höttur Egilsstaðir      |
| 26.05.1997 | UMF Víkingur                  | 2:3       | Keflavík ÍF U 23        |
| 26.05.1997 | KR Reykjavík U 23             | 11:00     | ÍH Hafnarfjörður        |
| 26.05.1997 | Valur Reykjavík U 23          | 3:0       | UMF Njarðvík            |
| 26.05.1997 | Fram Reykjavík U 23           | 0:1       | ÍA Akranes U 23         |
| 27.05.1997 | UMF Tindastóll                | 2:5       | Hvöt Blönduós           |
| 27.05.1997 | Breiðablik Kópavogur U 23     | 3:2 n. V. | Víkingur Reykjavík U 23 |
| 27.05.1997 | Neisti Hofsós                 | 0:2       | KS Siglufjarðar         |
| 27.05.1997 | Leiknir Reykjavík             | 4:0       | GG Grindavík            |
| 27.05.1997 | HK Kópavogur                  | 5:2       | Bruni Akranes           |
| 27.05.1997 | KVA Eskifjörður/Reyðarfjörður | 7:2       | Leiknir Fáskrúðsfjörður |
| 29.05.1997 | Fjölnir Reykjavík             | 3:2       | Smástund Vestmannaeyja  |
| 29.05.1997 | ÍF Framherjar                 | 6:2       | FH Hafnarfjörður U 23   |

## 2. Runde
| Datum      |                               | Ergebnis |                       |
| ---------- | ----------------------------- | -------- | --------------------- |
| 06.06.1997 | KVA Eskifjörður/Reyðarfjörður | 2:3      | þróttur Neskaupstaður |
| 07.06.1997 | HK Kópavogur                  | 3:1      | UMF Selfoss           |
| 07.06.1997 | Reynir Sandgerði              | 4:1      | Ægir þorlákshöfn      |
| 07.06.1997 | UMFS Dalvík                   | 1:0      | Nökkvi Akureyri       |
| 07.06.1997 | Víkingur Reykjavík            | 7:2      | KSÁÁ Laugardalur      |
| 07.06.1997 | Leiknir Reykjavík             | 5:2      | Valur Reykjavík U 23  |
| 07.06.1997 | KR Reykjavík U 23             | 4:0      | Haukar Hafnarfjörður  |
| 07.06.1997 | Fjölnir Reykjavík             | 5:3      | UMF Bolungarvík       |
| 07.06.1997 | ÍA Akranes U 23               | 6:0      | ÍF Grótta             |
| 07.06.1997 | UMF Stjarnan U 23             | 1:2      | Víðir Garði           |
| 07.06.1997 | Breiðablik Kópavogur U 23     | 0:3      | Keflavík ÍF U 23      |
| 08.06.1997 | UMF Afturelding               | 3:0      | ÍF Framherjar         |
| 08.06.1997 | Léttir Reykjavík              | 0:4      | ÍR Reykjavik          |
| 08.06.1997 | UMF Sindri Höfn               | 2:1      | Huginn Seyðisfjörður  |
| 08.06.1997 | Völsungur Húsavík             | 1:0      | Hvöt Blönduós         |
| 08.06.1997 | Magni Grenivík                | 0:2      | KS Siglufjarðar       |

## 3. Runde
Teilnehmer: Die sechzehn Sieger der 2. Runde spielten alle zuhause. Zugelost wurden die zehn Vereine der 1. deild 1997, die zwei Absteiger der 1. deild 1996 und die vier Mannschaften, die die Saison 1996 in der zweiten Liga mit Platz drei bis sechs beendeten.
| Datum      |                       | Ergebnis |                      |
| ---------- | --------------------- | -------- | -------------------- |
| 14.06.1997 | ÍA Akranes U 23       | 2:3      | ÍA Akranes           |
| 14.06.1997 | Víðir Garði           | 0:1      | UMF Grindavík        |
| 14.06.1997 | ÍR Reykjavik          | 1:2      | Keflavík ÍF          |
| 14.06.1997 | UMFS Dalvík           | 0:2      | FH Hafnarfjörður     |
| 14.06.1997 | Reynir Sandgerði      | 0:2      | UMF Stjarnan         |
| 14.06.1997 | UMF Sindri Höfn       | 1:7      | Breiðablik Kópavogur |
| 14.06.1997 | KR Reykjavík U 23     | 0:4      | Fram Reykjavík       |
| 14.06.1997 | þróttur Neskaupstaður | 3:4      | þróttur Reykjavík    |
| 14.06.1997 | Leiknir Reykjavík     | 0:4      | ÍBV Vestmannaeyja    |
| 15.06.1997 | Víkingur Reykjavík    | 1:2      | UMF Skallagrímur     |
| 15.06.1997 | UMF Afturelding       | 1:3      | þór Akureyri         |
| 15.06.1997 | KS Siglufjarðar       | 0:4      | KR Reykjavík         |
| 15.06.1997 | Völsungur Húsavík     | 0:3      | Fylkir Reykjavík     |
| 15.06.1997 | Keflavík ÍF U 23      | 0:2      | Valur Reykjavík      |
| 15.06.1997 | HK Kópavogur          | 1:4      | Leiftur Ólafsfjörður |
| 15.06.1997 | Fjölnir Reykjavík     | 0:7      | KA Akureyri          |

## Achtelfinale
| Datum      |                      | Ergebnis  |                      |
| ---------- | -------------------- | --------- | -------------------- |
| 25.06.1997 | þróttur Reykjavík    | 2:0       | þór Akureyri         |
| 25.06.1997 | Valur Reykjavík      | 2:0       | Fylkir Reykjavík     |
| 25.06.1997 | UMF Grindavík        | 0:1       | Breiðablik Kópavogur |
| 25.06.1997 | Leiftur Ólafsfjörður | 1:0       | ÍA Akranes           |
| 26.06.1997 | Keflavík ÍF          | 1:0       | Fram Reykjavík       |
| 26.06.1997 | KA Akureyri          | 1:6       | ÍBV Vestmannaeyja    |
| 26.06.1997 | UMF Stjarnan         | 1:5       | KR Reykjavík         |
| 26.06.1997 | FH Hafnarfjörður     | 1:2 n. V. | UMF Skallagrímur     |

## Viertelfinale
| Datum      |                      | Ergebnis |                      |
| ---------- | -------------------- | -------- | -------------------- |
| 08.07.1997 | Leiftur Ólafsfjörður | 6:3      | þróttur Reykjavík    |
| 08.07.1997 | ÍBV Vestmannaeyja    | 8:1      | Breiðablik Kópavogur |
| 10.07.1997 | UMF Skallagrímur     | 1:5      | KR Reykjavík         |
| 10.07.1997 | Valur Reykjavík      | 1:5      | Keflavík ÍF          |

## Halbfinale
| Datum      |                   | Ergebnis  |                      |
| ---------- | ----------------- | --------- | -------------------- |
| 09.08.1997 | ÍBV Vestmannaeyja | 3:0       | KR Reykjavík         |
| 10.08.1997 | Keflavík ÍF       | 0:1 n. V. | Leiftur Ólafsfjörður |

## Finale
| Paarung           | Keflavík ÍF – ÍBV Vestmannaeyja |
| Ergebnis          | 1:1 n. V. (0:0, 0:0) |
| Datum             | 31. August 1997 |
| Stadion           | Laugardalsvöllur, Reykjavík |
| Schiedsrichter    | Sæmundur Víglundsson |
| Tore              | 0:1 Leifur Geir Hafsteinsson (99.) 1:1 Gestur Gylfason (120.) |
| Keflavík ÍF       | Bjarki Guðmundsson – Jakob Jónharðsson, Guðmundur Oddsson (106. Þórarinn Kristjánsson), Kristinn Guðbrandsson, Gestur Gylfason – Karl Finnbogason, Gunnar Oddsson, Guðmundur Steinarsson (83. Adolf Sveinsson), Haukur Guðnason – Eysteinn Hauksson, Jóhann Birnir Guðmundsson Cheftrainer: Sigurður Björgvinsson |
| ÍBV Vestmannaeyja | Gunnar Sigurðsson – Sverrir Sverrisson, Ívar Bjarklind, Kristinn Hafliðason, Hjalti Jóhannesson (87. Ingi Sigurðsson) – Zoran Miljković, Hlynur Stefánsson, Guðni Helgason, Tryggvi Guðmundsson – Sigurvin Ólafsson, Steingrímur Jóhannesson (80. Leifur Geir Hafsteinsson) Cheftrainer: Bjarni Jóhannsson        |
| Gelbe Karten      | Jakob Jónharðsson, Kristinn Guðbrandsson, Gestur Gylfason – Zoran Miljković |

### Wiederholungsspiel
| Paarung           | Keflavík ÍF – ÍBV Vestmannaeyja |
| Ergebnis          | 0:0 n. V., 5:4 i. E. |
| Datum             | 5. Oktober 1997 |
| Stadion           | Laugardalsvöllur, Reykjavík |
| Schiedsrichter    | Sæmundur Víglundsson |
| Tore              | Elfmeterschießen: 0:1 Sverrir Sverrisson 1:1 Eysteinn Hauksson Tryggvi Guðmundsson (gehalten) 2:1 Jóhann Birnir Guðmundsson 2:2 Zoran Miljković Karl Finnbogason (gehalten) 2:3 Ívar Bjarklind 3:3 Gestur Gylfason 3:4 Bjarnólfur Lárusson 4:4 Gunnar Oddsson Sigurvin Ólafsson (gehalten) 5:4 Kristinn Guðbrandsson                  |
| Keflavík ÍF       | Bjarki Guðmundsson – Jakob Jónharðsson, Guðmundur Oddsson (107. Þórarinn Kristjánsson), Kristinn Guðbrandsson, Gestur Gylfason – Karl Finnbogason, Gunnar Oddsson, Guðmundur Steinarsson (81. Adolf Sveinsson) – Haukur Guðnason, Eysteinn Hauksson, Jóhann Birnir Guðmundsson Cheftrainer: Sigurður Björgvinsson                     |
| ÍBV Vestmannaeyja | Gunnar Sigurðsson – Sverrir Sverrisson, Ívar Bjarklind, Kristinn Hafliðason (73. Guðni Helgason), Hjalti Jóhannesson – Zoran Miljković, Hlynur Stefánsson, Ingi Sigurðsson (81. Leifur Geir Hafsteinsson), Tryggvi Guðmundsson – Sigurvin Ólafsson, Steingrímur Jóhannesson (114. Bjarnólfur Lárusson) Cheftrainer: Bjarni Jóhannsson |
| Gelbe Karten      | Karl Finnbogason, Bjarki Guðmundsson, Eysteinn Hauksson – keine |
| Platzverweise     | keine – Hlynur Stefánsson (82.) |